# Alguna pregunta més?
Alguna pregunta més? o APM? és un programa televisiu de TV3 que originàriament havia estat un espai radiofònic de Catalunya Ràdio. A base de zàping, el programa mostra les millors imatges de la setmana, parodia programes d'altres cadenes, versiona anuncis, estrenes cinematogràfiques, etc. Des del 18 de setembre de 2022, s'emet cada diumenge al migdia.

## Història
L'Alguna pregunta més? va néixer el setembre del 1995 com un espai radiofònic que s'emetia a Catalunya Ràdio, dins del programa El matí de Catalunya Ràdio i va deixar d'emetre's el juliol del 2008.
L'APM? televisiu va néixer com un especial el 14 de juliol de 2004, per a commemorar el 10è aniversari de la versió radiofònica. Els bons resultats d'audiència en van afavorir la continuïtat i aquell mateix any va passar a ser un espai setmanal de vint minuts. El 2007 Guillem Sans va posar-se al càrrec de la direcció del programa televisiu. Des del 2008, també s'emet per televisió la versió APM? Extra, cada diumenge, inclou més talls que la versió dels dimarts.
La temporada 2009-2010 va començar a emetre's la secció «Homo APM?», en la qual el guionista del programa Manel Piñero imita les frases en converses de carrer. El 13 de juliol de 2010 l'APM? va arribar als 500 programes. Canal Sur va comprar el format i el 14 de juliol de 2010 va començar a emetre un programa titulat Vamos que nos vamos.

## Versió radiofònica

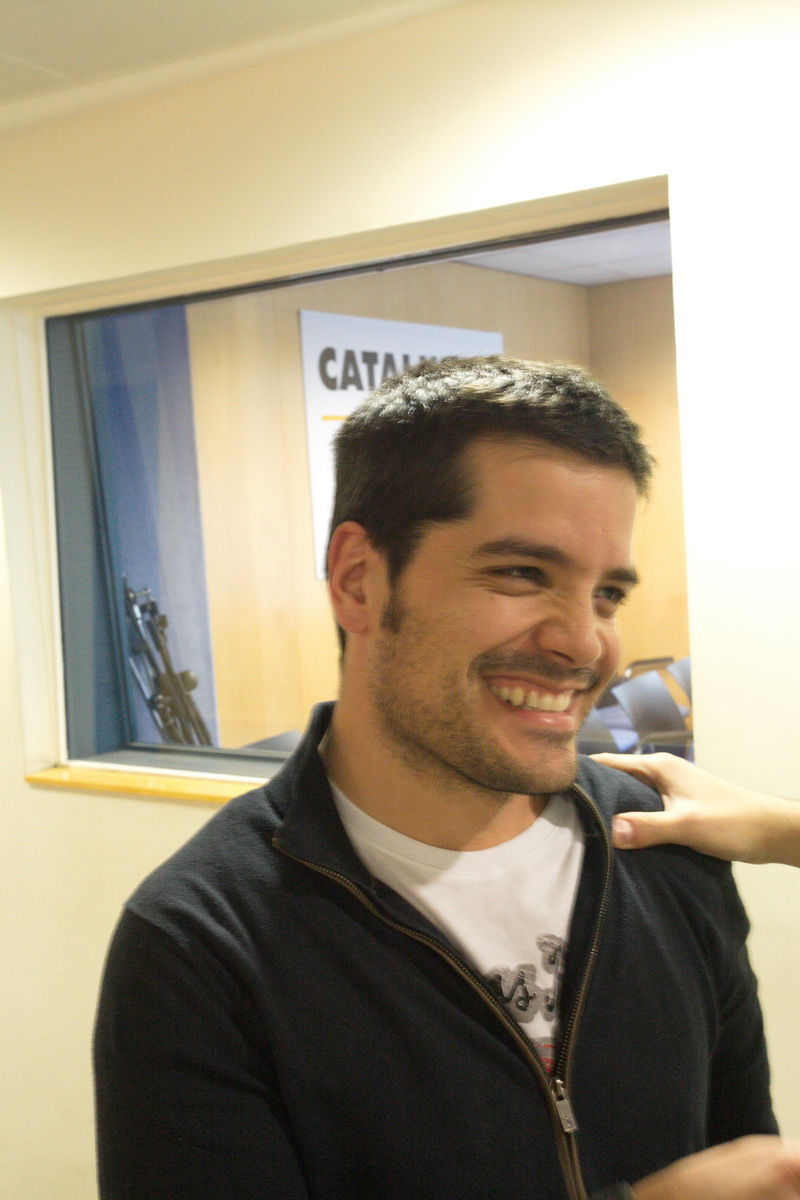
Xavi Cazorla a La tribu

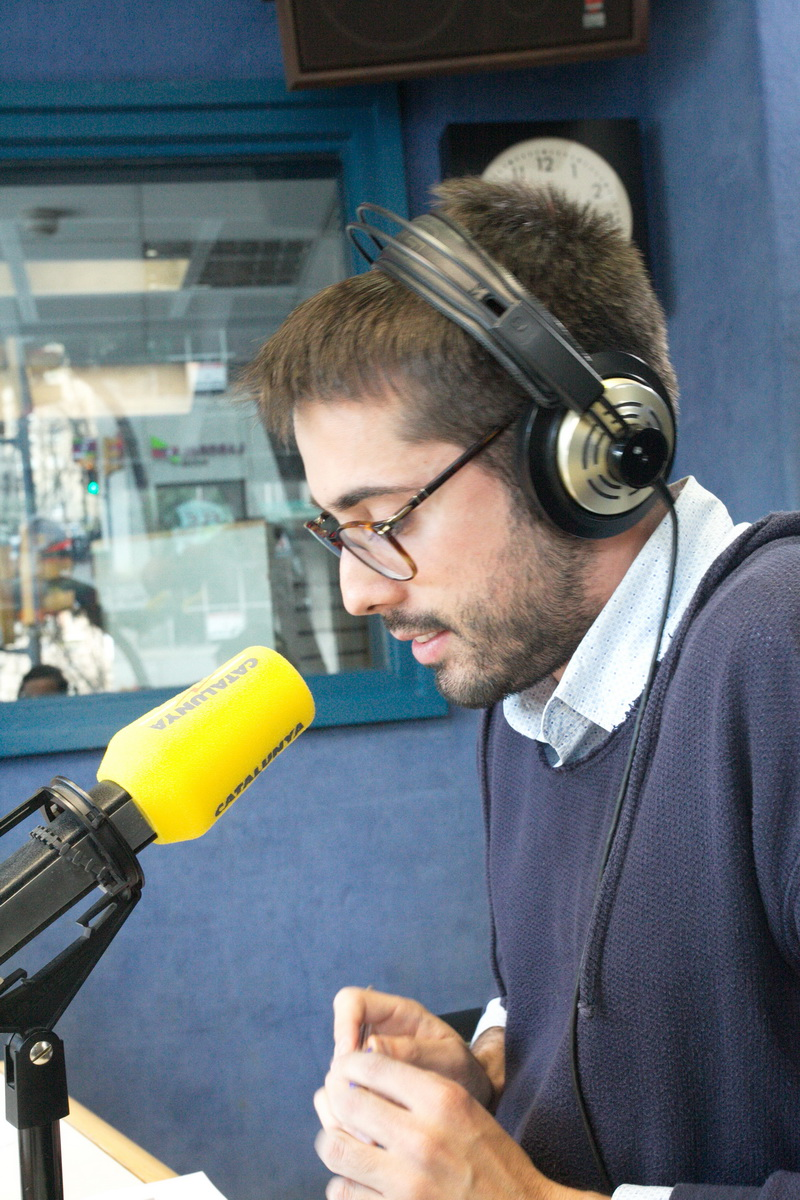
Jordi Asturgo a La tribu

El programa té els seus orígens en un espai que s'emetia dins d'El matí de Catalunya Ràdio, que conduïa Antoni Bassas.
En un primer moment el presentava Bassas i hi col·laborava Manel Fuentes, que hi feia imitacions. El gener del 1996, Bassas va passar a presentar el programa del matí de l'emissora. Per això el programa s'hi va traslladar, en format de secció. S'hi va incorporar Òscar Dalmau. El 2000 Manel Fuentes va deixar el programa, i en va prendre el relleu Carles Capdevila.
El programa també comptava amb la partició d'en Manolo, un cambrer d'un bar madrileny i seguidor del Reial Madrid que, a partir d'un punt de vista exterior a Catalunya, donava la seva opinió de l'actualitat.
El darrer APM? radiofònic es va emetre el divendres de 18 de juliol del 2008 (el final de la temporada 2007 - 2008) dia en què l'Antoni Bassas va deixar de dirigir i presentar El matí de Catalunya Ràdio.
Des del setembre del 2012 torna l'Alguna pregunta més? a Catalunya Ràdio. De dilluns a divendres Xavi Cazorla i Jordi Asturgó presenten l'APM? i l'Equip d'Investigació de l'APM?, dins del programa La tribu de Catalunya Radio presentat per Xavi Rosiñol.
Al setembre del 2016, l'APM? torna als orígens i forma part de nou d'El matí de Catalunya Ràdio, ocupant l'última franja de 12 a 1 del migdia. Dirigit per Xavi Cazorla i amb Oriol Dalmau, Jordi Asturgó i la Marta Cristià. Amb la col·laboració d'en Peyu i l'Anna Bertran. Posteriorment, al 2019, es va traslladar a les tardes, de 18h a 19h, co-presentat per Xavi Cazorla, Ernest Codina i Joel Díaz. L'estiu de 2021 l'emissora va prescindir del programa.

## Audiències a TV3
| Temporada | Quota (APM?) | Espectadors (APM?) | Quota (APM? Extra) | Espectadors (APM? Extra) |
| --------- | ------------ | ------------------ | ------------------ | ------------------------ |
| 1a        | 24,2%        | 636.000            | No s'emetia        | No s'emetia              |
| 2a        | 22,5%        | 627.000            | No s'emetia        | No s'emetia              |
| 3a        | 12,6%        | 296.000            | No s'emetia        | No s'emetia              |
| 4a        | 19,2%        | 581.000            | 9,8%               | 202.000                  |
| 5a        | 19,9%        | 631.000            | 18,7%              | 410.000                  |
| 6a        | 18,2%        | 586.000            | 19,6%              | 429.000                  |
| 7a        | 18,9%        | 614.000            | 20,1%              | 431.000                  |
| 8a        | 18,0%        | 599.000            | 19,1%              | 442.000                  |
| 9a        |              |                    |                    |                          |
| 10a       |              |                    |                    |                          |
| 11a       |              |                    |                    |                          |
| 12a       |              |                    |                    |                          |
| 13a       |              |                    |                    |                          |
| 14a       |              |                    |                    |                          |
| 15a       |              |                    |                    |                          |
| 16a       | 15,4%        | 367.000            | 14,4%              | 299.000                  |
| 17a       | 13,8%        | 336.000            |                    |                          |
| 18a       |              |                    |                    |                          |
| 19a       |              |                    | No s'emetia        | No s'emetia              |
| 20a       | 10,3%        | 104.000            | No s'emetia        | No s'emetia              |
| 21a       | 10,9%        | 108.000            | No s'emetia        | No s'emetia              |

## Premis
- Premi Ondas 1997 al Millor programa de Ràdio Local.
- Premi al Millor Comunicador 2009 atorgat per la Facultat de Comunicació Blanquerna de la Universitat Ramon Llull.
- 2014. "Premio Ondas nacional de Tv al mejor programa emitido por emisoras o cadenas no nacionales"[8]
- Premi #ForYou Fest TikTok entregats per la xarxa social TikTok al millor contingut ràpid d'entreteniment i humor.